# Henri-Pons de Thiard de Bissy
Pour les articles homonymes, voir Famille de Thiard de Bissy, Thiard et Bissy.
Henri-Pons de Thiard de Bissy (1657 à Pierre-de-Bresse - 1737) est évêque de Toul de 1687 à 1704, évêque de Meaux de 1704 à 1737 et cardinal.

## Biographie
Henri-Pons de Thiard de Bissy est né au sein de la famille de Thiard le 25 mai 1657 à Pierre-de-Bresse.
Destiné à une carrière ecclésiastique, il est d'abord licencié à la Sorbonne, puis docteur en 1685.
Il est désigné évêque de Toul le 29 mars 1687, mais les différends entre Rome et Louis XIV empêchent l'envoi des bulles et sa désignation n'est confirmée que le 10 mars 1692.
Il est ordonné évêque le 24 août 1692.
Il prend part aux contestations qui s'élèvent en Lorraine contre les édits de Léopold Ier de Lorraine, considérés comme contraires à la juridiction et à l'autorité de l'Église.
Le 10 mai 1704, il est désigné évêque de Meaux, désignation confirmée le 9 février 1705. Il succède alors au très célèbre Bossuet.
Il est élevé au rang de cardinal le 29 mai 1715 et devient commandeur de l'Ordre du Saint-Esprit en 1724. Il est nommé abbé commendataire de l'abbaye de Saint-Germain-des-Prés en 1715.
Il assiste à Rome à trois conclaves, en 1721, 1724 et 1730.
Il est surtout connu pour sa défense de la constitution Unigenitus, et son livre Traité Théologique sur la constitution Unigenitus en deux volumes est un des plus complets sur ce sujet. Il participe au conseil de Régence puis intervient régulièrement dans la politique religieuse de Louis XV.
Il a aussi écrit des Instructions pastorales.
Il meurt le 26 juillet 1737. Il est enterré, selon l'usage, dans le caveau des évêques dans le chœur de la cathédrale de Meaux. Dans le sanctuaire, sur la gauche, une plaque de marbre noir porte son nom ainsi que celui de quatre autres évêques inhumés dans le caveau.

## Lignée épiscopale
1. Henri-Pons de Thiard de Bissy (1692) ;
2. l'archevêque Hardouin Fortin de La Hoguette (1676) ;
3. l'archevêque François de Harlay de Champvallon (1651) ;
4. Nicolò Guidi di Bagno (1644) ;
5. Antonio (Marcello) Barberini, O.F.M. Cap. (1625) ;
6. Laudivio Zacchia (1605) ;
7. Pietro Aldobrandini (1604) ;
8. Ippolito Aldobrandini (pape sous le nom de Clément VIII) (1592) ;
9. Alfonso Gesualdo di Conza (Gonza) (1564) ;
10. Francesco Pisani (1527) ;
11. Alessandro Farnese (pape sous le nom de Paul III) (1519) ;
12. Giovanni de’ Medici (pape sous le nom de Léon X) (1513) ;
13. Raffaele Sansone Riario (1504) ;
14. Giuliano della Rovere, pape sous le nom de Jules II (1481) ;
15. Francesco della Rovere, O.F.M. Conv., pape sous le nom de Sixte IV (1471) ;
16. Guillaume d'Estouteville, O.S.B..

Le cardinal de Bissy fut le principal consécrateur de
- John Talbot Stonor (en), Vicaire apostolique de Midland District (en), évêque titulaire (« in partibus ») de Thespies (de) (1716) ;
- Bartolomeo Massei, archevêque titulaire (« in partibus ») d'Athènes (1721), depuis cardinal ;
- Gilbert Gaspard de Montmorin de Saint-Hérem de La Chassaigne, évêque d'Aire (1723) ;
- Charles-Antoine de La Roche-Aymon, évêque auxiliaire de Limoges, évêque titulaire (« in partibus ») de Sarepte (de) (1725), depuis cardinal ;
- Pierre-Guillaume de La Vieuxville, évêque de Bayonne (1728) ;
- Georges-Lazare Berger de Charancy, évêque de Saint-Papoul (1735).